# Ciclismo y feminismo

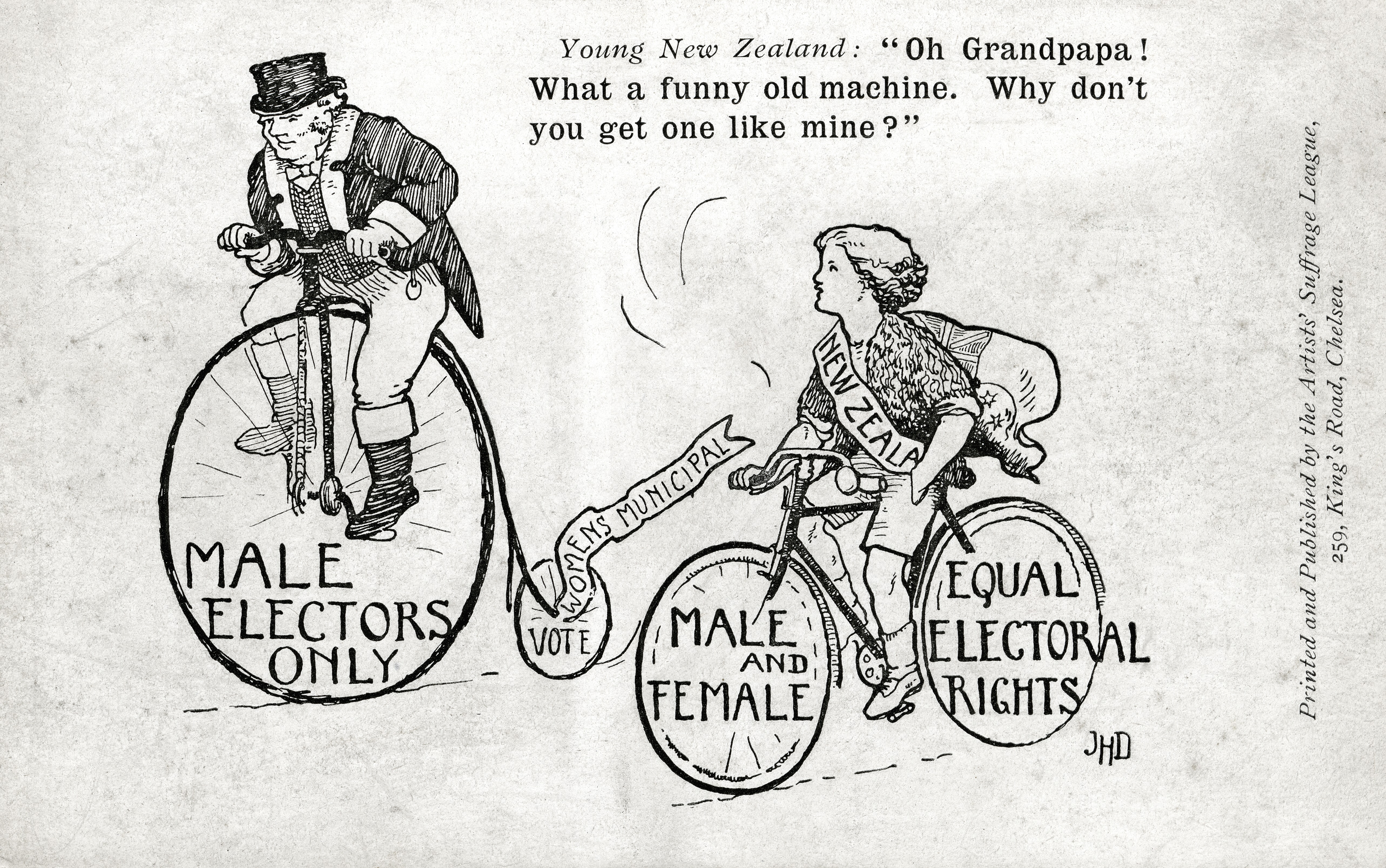
Postal de Nueva Zelanda que aboga por el derecho a voto para las mujeres. Nótese que las mujeres ya podían votar en las elecciones locales (la rueda pequeña del biciclo)

Ciclismo y feminismo es el análisis sobre la influencia del ciclismo en el desarrollo del feminismo. La bicicleta tuvo gran relevancia en diversos ámbitos de la vida de las mujeres llegando a ser especialmente importante durante la década de 1890, momento en que se desarrolló una auténtica fiebre por la bicicleta en la sociedad europea y estadounidense.
Durante este periodo, la bicicleta contribuyó al movimiento feminista permitiendo a las mujeres una mayor movilidad social. Por ejemplo, fue en estos años cuando la feminista Annie Londonderry se convirtió en la primera mujer en realizar un viaje en bicicleta alrededor del mundo. Por otro lado, debido a su precio y a las diversas formas de financiación que ofrecían las empresas estadounidenses, la bicicleta estaba al alcance de la mayoría de la población. Sin embargo, su impacto fue mucho mayor en mujeres blancas de clase media y alta. Todo ello transformó su papel en la sociedad, pasando de ser relegadas a la esfera privada o doméstica como cuidadoras, esposas y madres a tener una mayor presencia pública y una mayor implicación en la comunidad. Todavía en el siglo XXI, montar en bicicleta sigue siendo un tema polémico abordado por las feministas de países como Arabia Saudita e Irán.

## Historia

### Draisiana: antes de la década de 1860
Las draisianas,  precursoras de las bicicletas, se inventaron en 1817 y gozaron de gran popularidad durante un par de años. Podían moverse aproximadamente al doble de la velocidad de una caminata. No tenían pedales ni manivelas, sino que se impulsaban con los pies como una bicicleta de entrenamiento sin pedales moderna. Denis Johnson vendió una versión con cuadro bajo para damas.

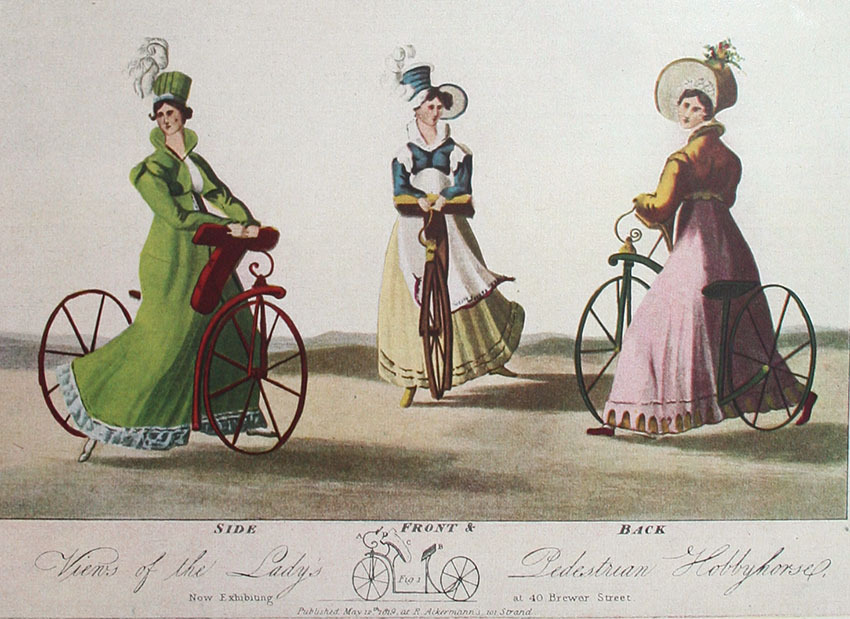
Johnson’s Ladies’ Walking Machine, sold in London 1818-1819, had a step-through frame to accommodate skirts
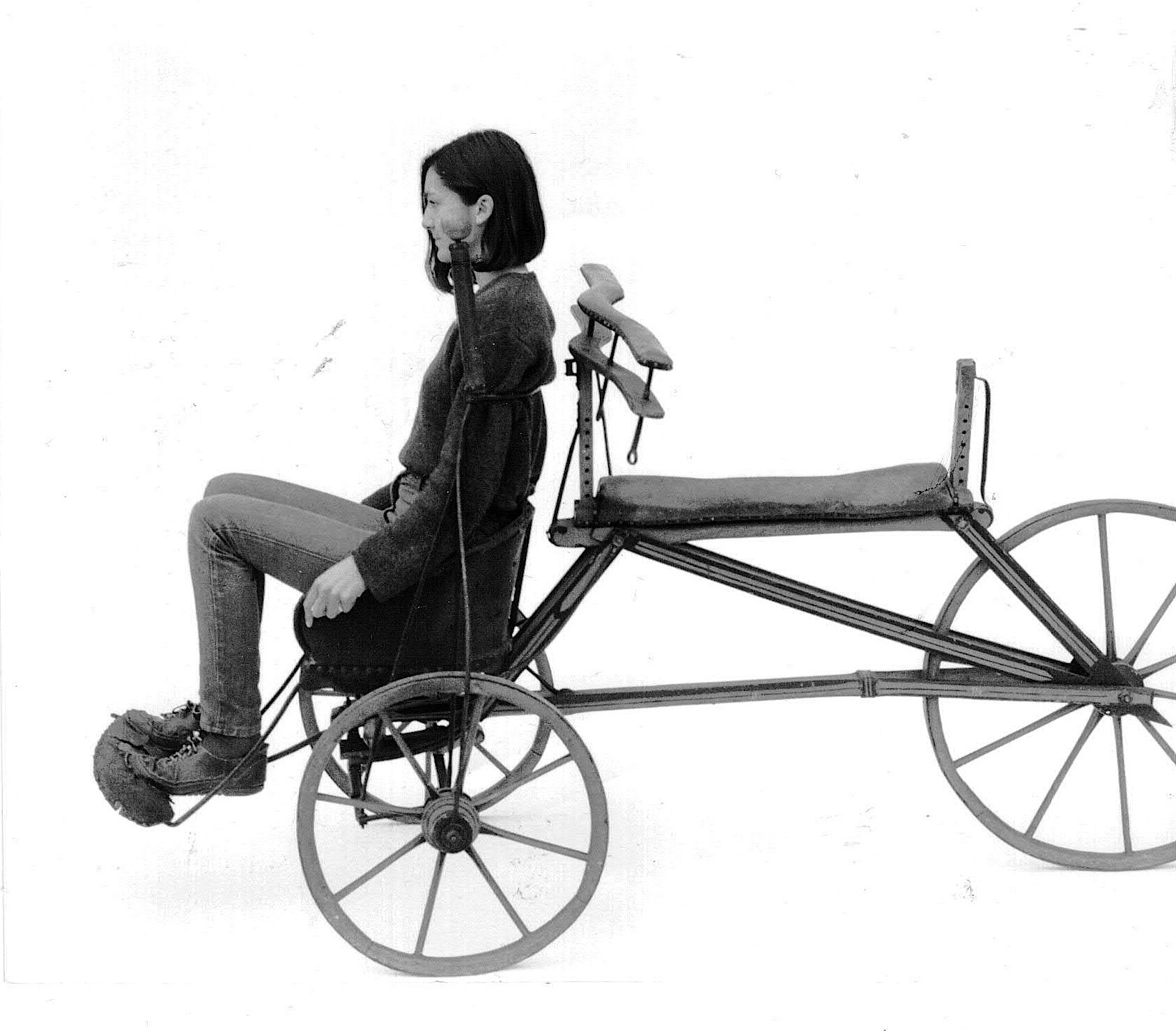
A tricycle draisine with a front-facing seat for a female passenger.

| - Johnson’s Ladies’ Walking Machine, sold in London 1818-1819, had a step-through frame to accommodate skirts - A tricycle draisine with a front-facing seat for a female passenger. |

### Velocípedos: de 1860 a mediados de 1880

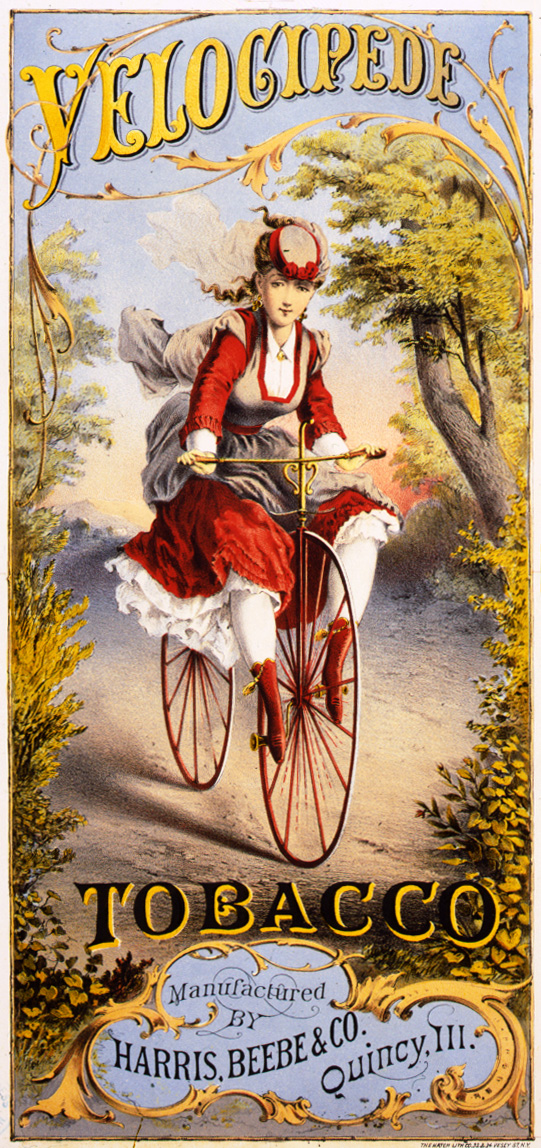
Velocípedo, etiqueta de tabaco, 1874.

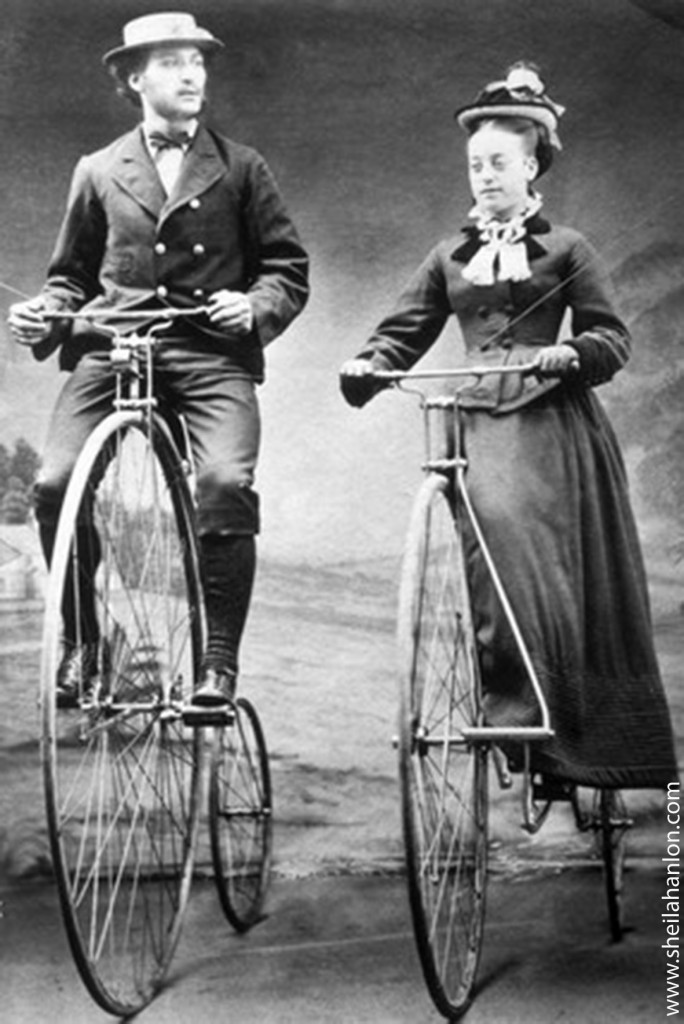
Un biciclo Ariel y Lady Ariel, un diseño de 1874 destinado al uso de damas que vistiesen ropa para equitación. Tiene un asiento lateral sin nariz, manubrios asimétricos, un solo pedal en lugar de pedales y las ruedas no están en línea. No está claro si era lo suficientemente práctica para ser utilizada.

Entre la década de 1860 y el año 1885, la bicicleta estándar era el biciclo o bicicleta de ruedas altas, que resultaba difícil de dominar y peligrosa de usar. El biciclo era de uso exclusivo para hombres, mientras que a las mujeres se les permitía usar bicicletas como la llamada bicicleta sociable, que tenía dos plazas, la bicicleta tándem y el triciclo.
A partir de los últimos años de la década de 1860, montar en bicicleta acompañado se convirtió en una actividad social popular entre hombres y mujeres. Estos vehículos les permitían desarrollar nuevas formas de socialización mixta. Sin embargo, hasta mediados de la década de 1880 las mujeres dependían principalmente de los hombres para practicar el ciclismo. El hecho de que un hombre llevase el control de la bicicleta sociable implicaba que este podría mantener a la mujer a salvo de los peligros que se consideraban inherentes a montar solo en bicicleta, validando así la autoridad masculina. 
Por tanto, si bien montar en bicicleta en compañía fue revolucionario para el desarrollo de la sociabilidad entre hombres y mujeres, mantuvo a las mujeres en una posición inferior a los hombres al asumir que en esa situación el hombre tenía el poder sobre la bicicleta.

### La moda de la bicicleta
Desde mediados de la década de 1880 hasta mediados de la década de 1890 se desarrolló la bicicleta de seguridad moderna y montar en bicicleta se hizo muy popular.
|  |  |  |  |

#### Imperio Otomano

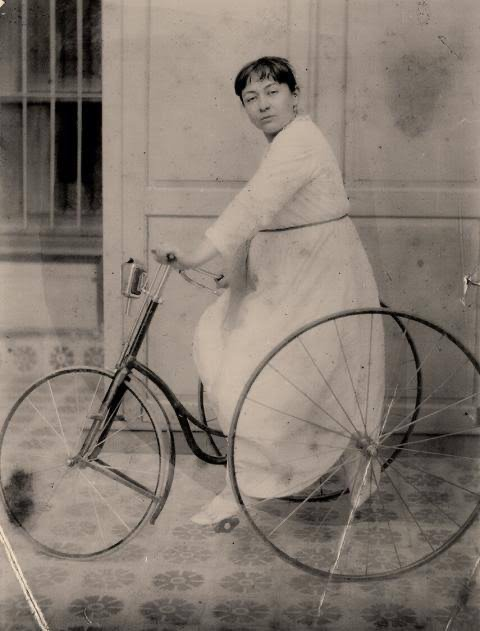
Fatma Aliye Topuz montando un triciclo, aparentemente embarazada, alrededor de 1900

Según Alon Raab, profesor de Estudios Religiosos en la Universidad de California Davis, la oposición al ciclismo en el Imperio Otomano surgió rápidamente entre conservadores y fundamentalistas religiosos, que frecuentemente se referían a la bicicleta como el Carro del Diablo. Los eruditos ortodoxos afirmaban que montar en bicicleta dañaría los órganos reproductivos femeninos, alentaría la permisividad sexual y conduciría a la destrucción de la familia. Raab también señala que el objetivo último de estas críticas era mantener a las mujeres recluidas en sus hogares y restringir el contacto no supervisado entre hombres y mujeres. Por otro lado, Raab comenta que muchas autoridades religiosas musulmanas criticaron severamente el ciclismo femenino por ser bid'ah (cualquier innovación técnica considerada herética). Señala también que el ciclismo femenino no solo fue sancionado en los medios de información y por la propia ley, sino que en algunos lugares las ciclistas llegaron a sufrir agresiones físicas. Sin embargo, Raab informa de que, a pesar de esta oposición, a principios del siglo XX las mujeres del Imperio Otomano adoptaron el ciclismo para propósitos diversos con un nuevo sentido de libertad. En los esfuerzos de activistas feministas como Fatma Aliye Topuz para ampliar los derechos políticos de las mujeres, la bicicleta resultó de gran ayuda.

## Vestimenta

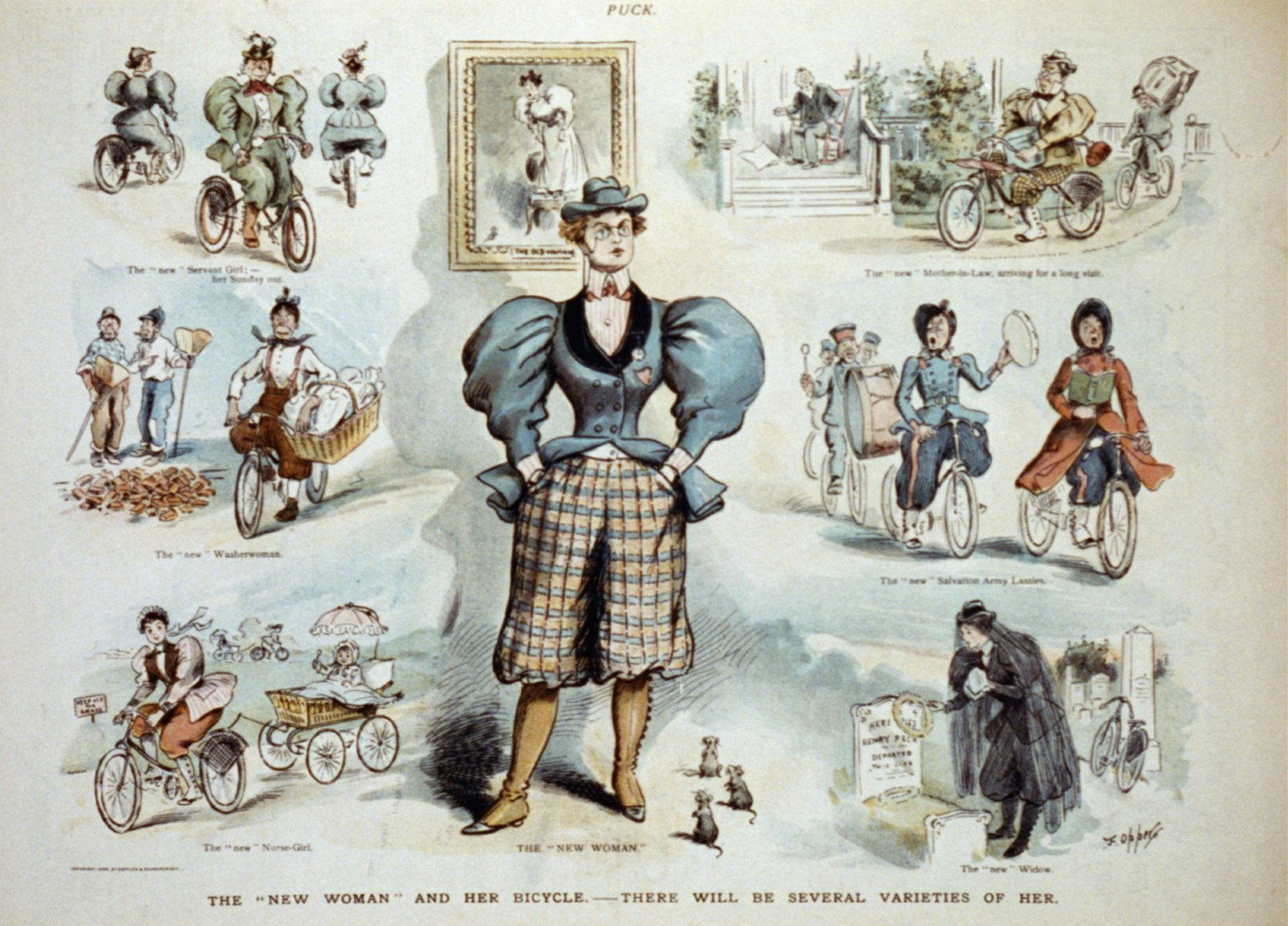
La "mujer nueva" y su bicicleta - habrá varias variedades de ella (1895) - F. Opper.

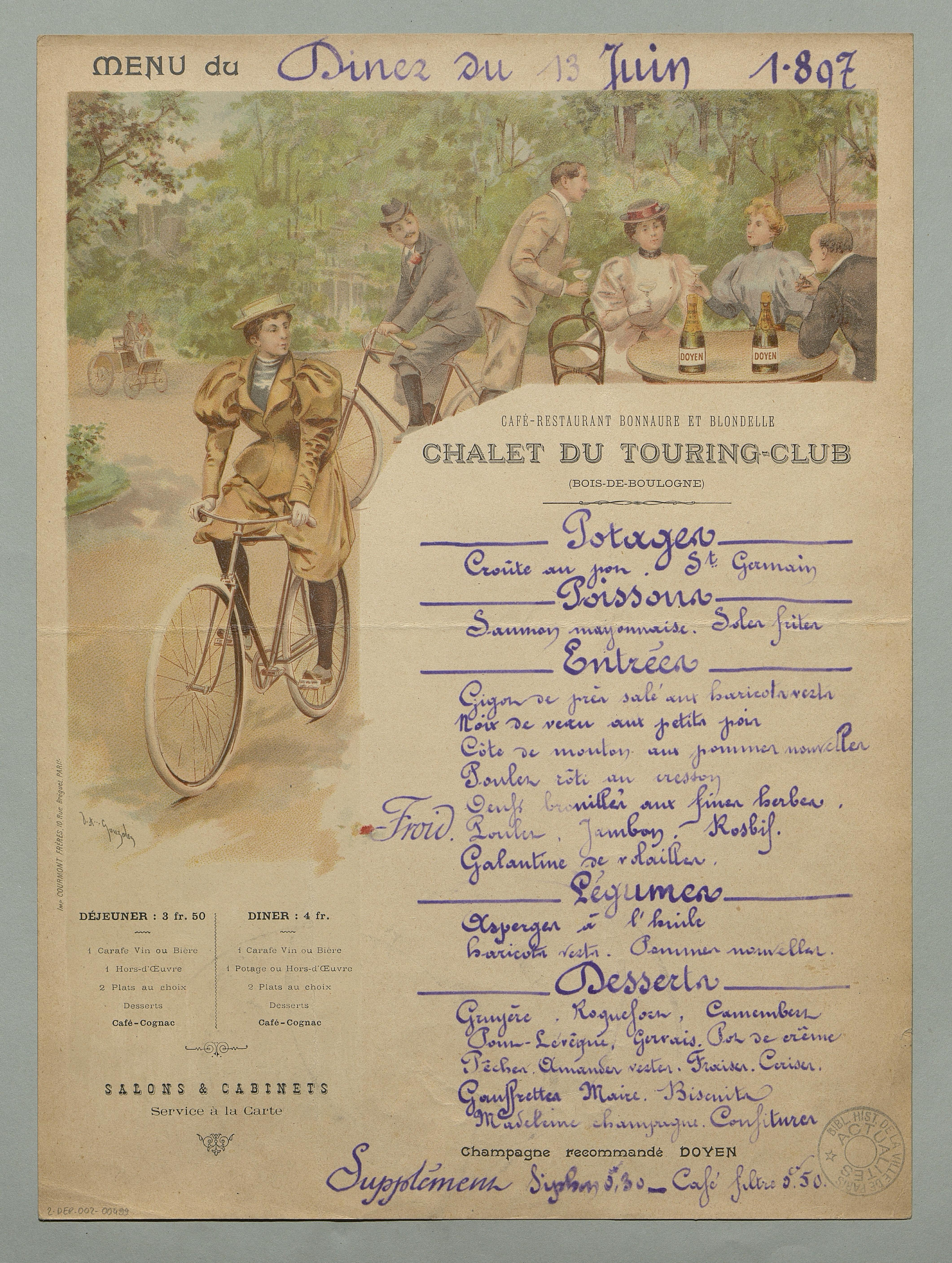
Café-Restaurant Bonnaure et Blondelle Chalet du Touring-Club - Bois de Boulogne, documentos comerciales de restaurantes en París y la Isla de France. Puede verse a una ciclista en bombachos.

Entre 1885 y 1895, los inventores e ingenieros mejoraron enormemente la generación anterior de bicicletas hasta llegar a lo que entonces se llamó bicicleta de seguridad. Con la inclusión de estas mejoras se diseñó un tipo de bicicleta de seguridad específico para mujeres con un cuadro bajo para que pudieran acomodar su ropa. Sin embargo, las faldas largas y los corpiños ajustados habituales en este período hicieron que montar en bicicleta fuera un desafío aún mayor. Por lo tanto, se ofrecían a las mujeres diversos conjuntos de ropa adaptados para que se acomodasen a la bicicleta. Algunas de estas modificaciones incluían faldas divididas, faldas que se acortaban con cordones, faldas que se convertían en bombachos, elementos de sujeción para las faldas que mantenían la tela cerca del tobillo y un corsé de bicicleta que constaba de un corpiño recto y resistente con soporte adicional para la espalda y un ajuste más holgado. De toda la vestimenta existente para montar en bicicleta, los bombachos fueron y siguen siendo los más conocidos de este período. Consistían en unos pantalones amplios, fruncidos en el tobillo, que se vestían con una falda hasta la pantorrilla y una chaqueta a la moda en la parte superior del cuerpo.
Esta ropa fue recibida con opiniones encontradas. Elizabeth Cady Stanton, en sus notas sobre si las mujeres deben montar en bicicleta o no, declaró: "En resumen, diría que dejen que las mujeres monten en bicicleta". . . "Si algunas prefieren las faldas que vuelan al viento destrozadas en las ruedas, que corran el riesgo de su insensatez; si otras prefieren bombachos, déjalas disfrutar de su elección; si otras prefieren pantalones holgados, déjalas en paz". En manuales escritos para mujeres sobre cómo montar en bicicleta, muchos autores insisten en que usar indumentaria de ciclista facilita su manejo. En ambos casos, parece que la decisión de usar esta vestimenta deportiva fue una elección personal para las mujeres. Al hacer esta elección, las mujeres, hasta cierto punto, pudieron tomar el control de su vida. Al mismo tiempo, se presentaba como una elección lógica ya que vestir siguiendo la moda del momento podía hacer más difícil la práctica del ciclismo. Por ello, la decisión de llevar esta ropa estuvo muy relacionada con la decisión de montar en bicicleta.
Fundamentalmente fueron los hombres los principales opositores a que las mujeres usasen ropa de ciclismo y, en particular, bombachos . Esta oposición puede verse en muchas canciones de este período. Por ejemplo, una versión de " Mary Had a Little Lamb " de 1895 escrita por Stanislaus Stange tenía un verso que decía:
"Querida Mary", dijo el corderito,
"Me da miedo
ver a las chicas en bicicleta,
son cosa muy novedosa. 
¿Por qué todas llevan bloomers?
Su visión coagula mi sangre."
Entonces Mary tocó su frente así,
y suavemente murmuró: "Ruedas". 
En este caso, la idea misma de la indumentaria para montar en bicicleta y la posibilidad de que las mujeres la usasen perturbó a algunos hombres. Vieron estas prendas y en particular los bombachos como feos o vergonzosos. En concreto, consideraron esta vestimenta como una representación física de la apropiación de las características de los hombres por parte de las mujeres, borrando así las líneas entre feminidad y masculinidad y lo que es socialmente aceptable para cada grupo. Lo que revela este miedo es una noción realista de que las mujeres estaban asumiendo un rol independiente mayor del que antes se había caracterizado como masculino.
Todavía en el siglo XX en España, durante la dictadura de Francisco Franco, el arzobispo de Valladolid Antonio García y García llegó a prohibir en los años 40 a las mujeres que montaran en bicicleta por considerarlo pecaminoso.
Para atender cuestiones relativas al recato, una versión de bicicleta para mujeres propuesta en Irán tendría un "artilugio cuadrado que oculta la parte inferior del cuerpo de la mujer".

## Salud

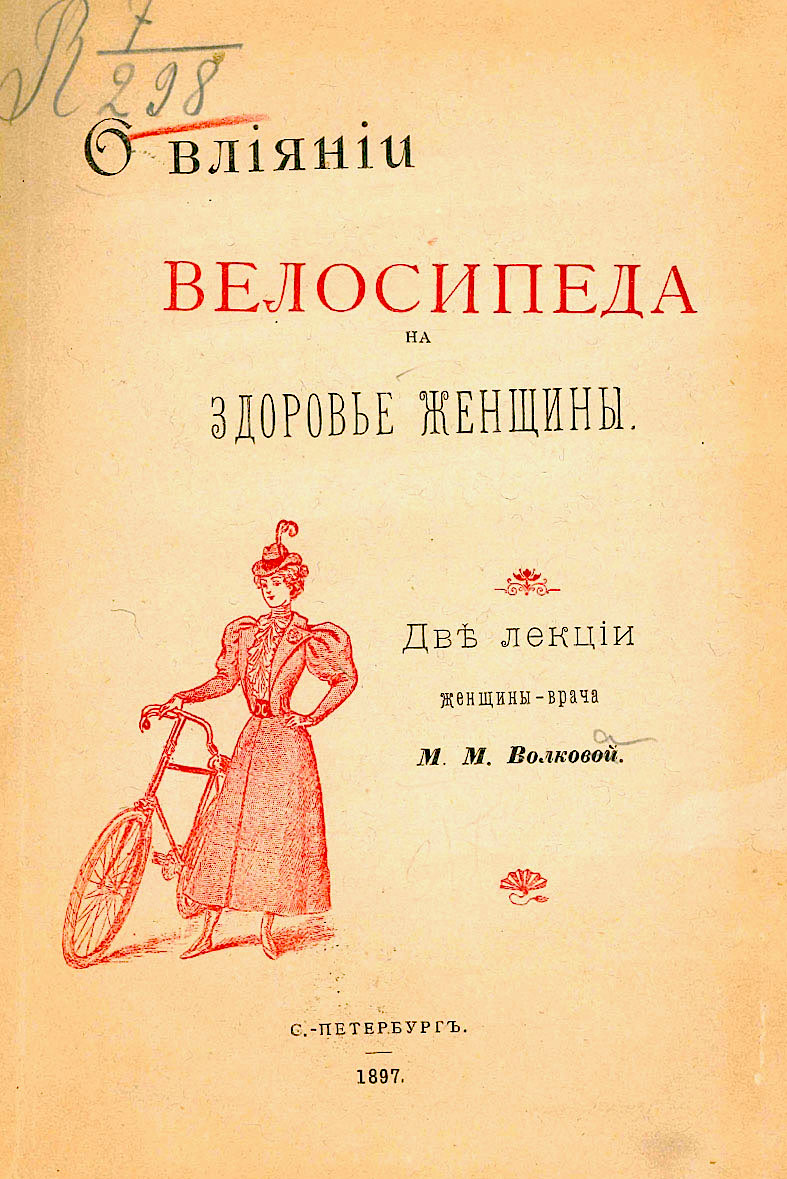
Conferencias de la ginecóloga Volkova sobre el impacto de la bicicleta en la salud de la mujer (1897).

A fines del siglo XIX, los médicos comenzaron a incentivar en público la práctica frecuente de ejercicio y el ciclismo alcanzó gran popularidad. Sin embargo, los médicos estaban preocupados por los efectos una práctica excesiva del ciclismo y en particular por cómo afectaba a las mujeres. Un artículo de 1895 en The Literary Digest revisó diferentes textos escritos en la época que abordaban la enfermedad denominada cara de bicicleta y señaló que The Springfield Republican advertía contra la práctica excesiva del ciclismo por parte de "mujeres, niñas y hombres de mediana edad". La cara de bicicleta fue descrita como una enfermedad consistente en mostrar una cara generalmente sonrojada, a veces pálida y a menudo con labios más o menos dibujados, además de con un principio de ojeras debajo de los ojos, y siempre con una expresión de cansancio. Estos artículos impulsaron la creencia de que montar en bicicleta en exceso hacía a las mujeres vulnerables a muchas enfermedades, como el desarrollo de bocio exoftálmico, la apendicitis o la inflamación interna. El artículo fue discutido y analizado posteriormente en The Advertiser .
Otra preocupación de los médicos relativa a las mujeres ciclistas era su salud sexual. Los médicos creían que el sillín de la bicicleta podía tener connotaciones sexuales para mujeres y niñas. Además, montar a horcajadas sobre un objeto se consideraba demasiado masculino para una mujer decente. Estos médicos describieron en detalle en revistas médicas acerca cómo la bicicleta podía usarse con fines sexuales:

The saddle can be tilted in every bicycle as desired… In this way a girl… could, by carrying the front peak or pommel high, or by relaxing the stretched leather in order to let it form a deep, hammock-like concavity which would fit itself snugly over the entire vulva and reach up in front, bring about constant friction over the clitoris and labia. This pressure would be much increased by stooping forward and the warmth generated from vigorous exercise might further increase feeling.

Por tanto, estos médicos no estaban preocupados por la salud sexual, sino más bien por la moralidad sexual femenina. Se suponía que las mujeres jóvenes debían ser castas y puras. Fueron educadas desde pequeñas para proteger su inocencia sexual. El hecho de que la bicicleta tuviera potencial para despertar sentimientos sexuales en las mujeres no solo amenazaba su pureza sexual, sino que también amenazaba con destruir las definiciones de género de la moralidad sexual. Por lo tanto, la bicicleta es vista nuevamente como un elemento que desdibuja los límites entre los conceptos de masculino y femenino.
Al mismo tiempo que los médicos establecían las aptitudes de las mujeres y la debilidad de sus cuerpos en relación con la bicicleta, las partidarias del ciclismo no estaban de acuerdo con esta evaluación médica y afirmaban que la actividad física era buena para mejorar su salud y vitalidad. Las mujeres comenzaron a expresar de lo que eran capaces sus cuerpos a través de artículos aparecidos en revistas. Mujeres como Mary Bisland, Mary Sargent Hopkins y Emma Moffett Tyng cuestionaron los lugares comunes de la medicina sobre este tema y promovieron otros nuevos en su lugar. Estas mujeres afirmaban que montar en bicicleta devolvía la vida a los músculos que habían permanecido inactivos durante largos periodos de tiempo y que además ayudaba a las ciclistas a sentirse mejor emocionalmente, alentando a las mujeres a conocer sus limitaciones físicas a través de sus propias experiencias montando en bicicleta.  
Estas mujeres dieron visibilidad a los aspectos positivos de la práctica del ciclismo. La bicicleta no solo las hace literalmente más fuertes, sino que también les da más confianza en sus propias habilidades. Esto, a su vez, no solo permite a las mujeres un mayor control sobre su cuerpo, sino que también las fortalece mentalmente para asumir su hasta entonces tradicional rol doméstico y explorar nuevos roles en la esfera pública.

## Viajeras en solitario en bicicleta

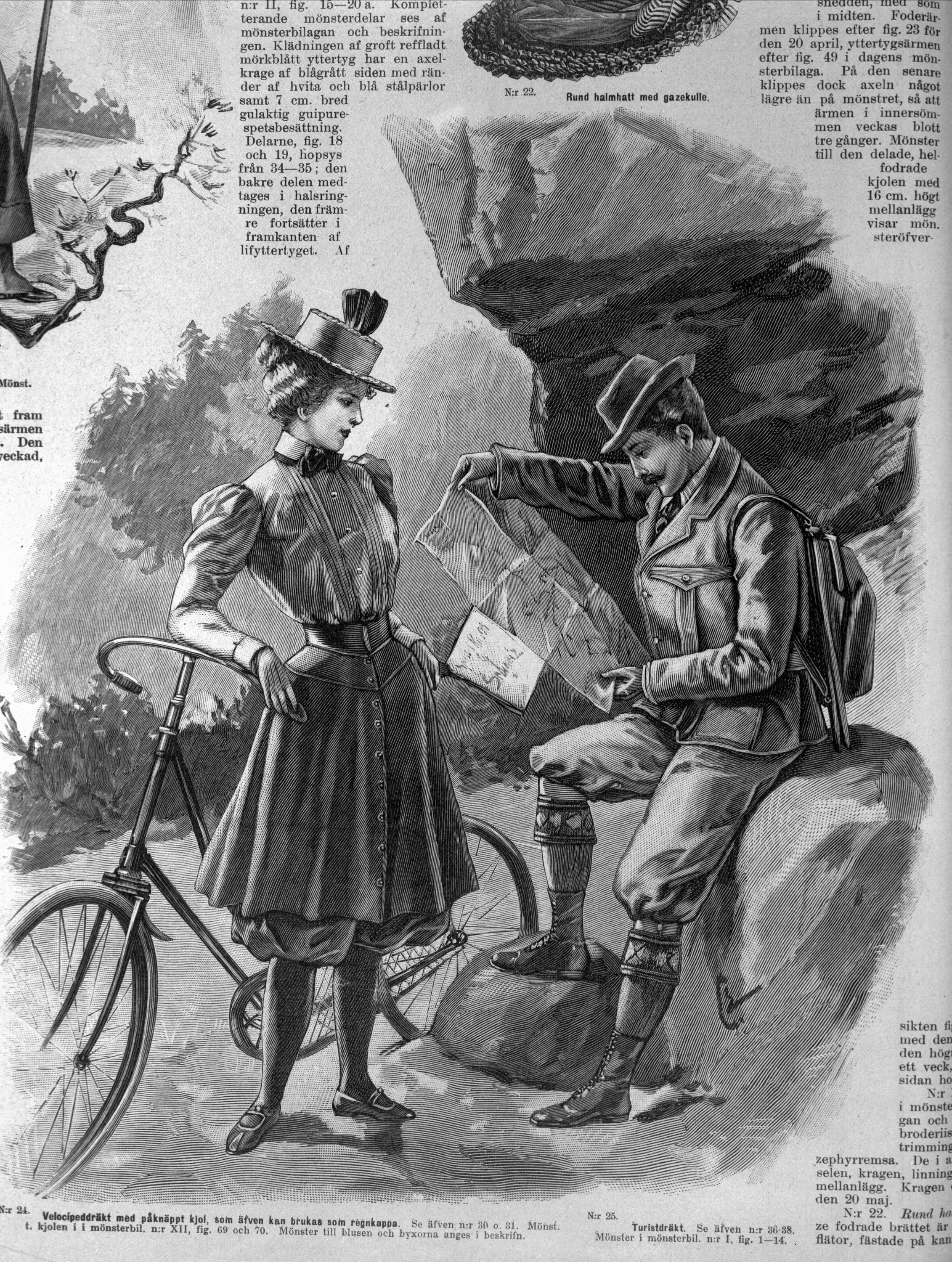
Mujer con indumentaria para montar en bicicleta y falda abotonada que también puede usarse como impermeable

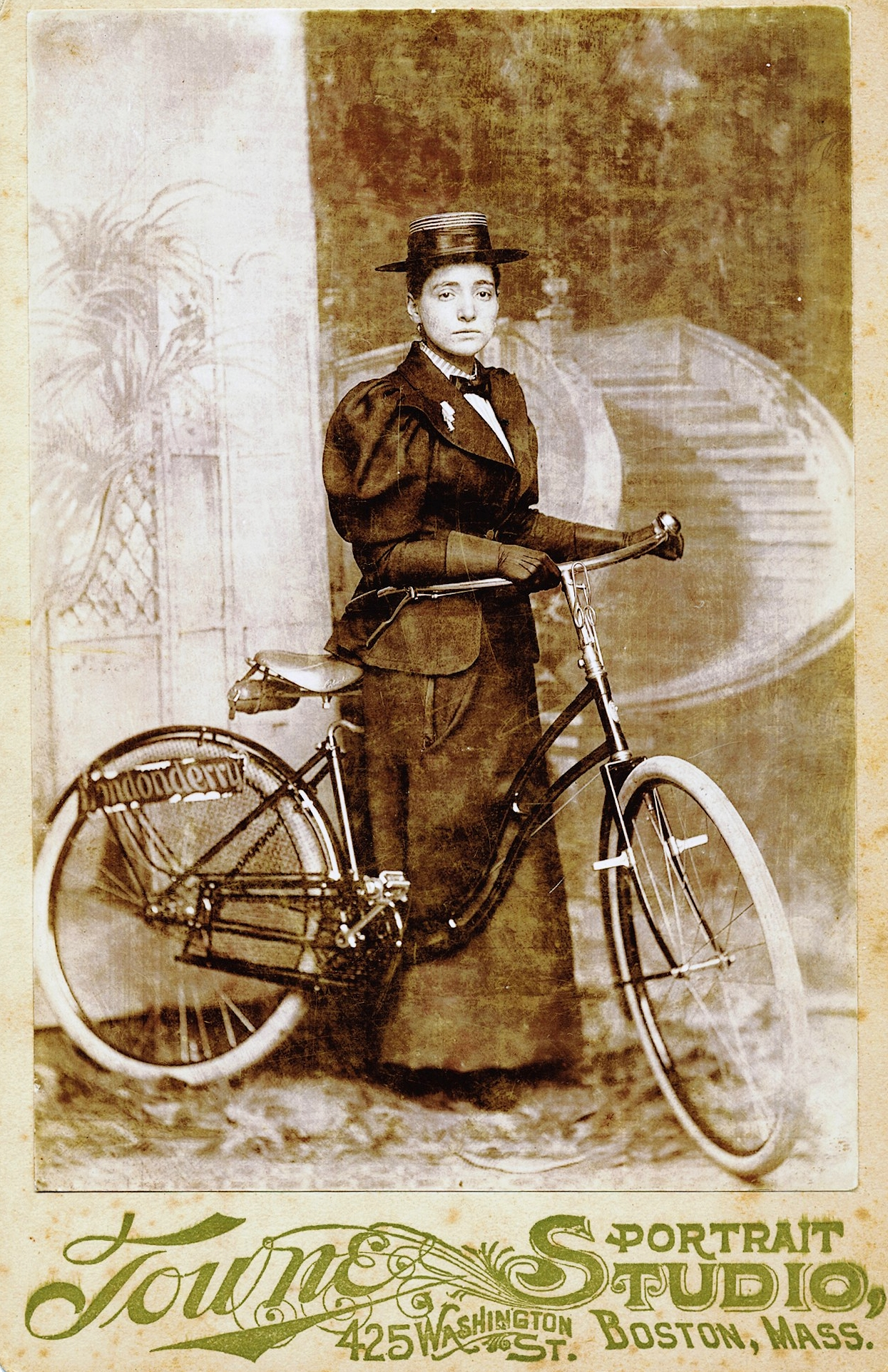
Annie Londonderry en 1896

El cicloturismo es un tipo de viaje de aventura en el que el viajero utiliza la bicicleta como principal medio de transporte. Este viajero también puede usar alforjas para transportar su equipo. Dicho viaje puede llegar a ser casi completamente autosuficiente y autónomo si el equipo transportado por el ciclista incluye otros elementos como una tienda de campaña, herramientas de cocina, un botiquín, herramientas de reparación, combustible para cocinar, recipientes de agua y suministros de alimentos para varios días. Women Cycle the World es uno de los muchos sitios web que ofrece una lista de mujeres ciclistas de larga distancia en solitario así como sus blogs personales. Por ejemplo, Rebecca Lowe cruzó Irán, Dervla Murphy cruzó Afganistán y Helen Lloyd cruzó África. El libro WOW — Women on Wheels de Loretta Henderson, viajera en solitario en bicicleta, documenta hasta 245 mujeres que viajaron en bicicleta en solitario. Annie Londonderry fue la primera mujer que recorrió el mundo en bicicleta en fecha tan temprana como 1894-1895.
Es habitual que aquellas personas que se encuentran por primera vez con estas viajeras ciclistas comenten cuestiones relativas a su seguridad y protección . Estas fuentes ofrecen con frecuencia mensajes alentadores y consejos útiles, como investigar sobre la ruta y el destino, mantenerse visible en la carretera y planificar las posibles opciones de alojamiento como acampada, bed and breakfast y duchas calientes a lo largo del camino. Incluso se le aconsejó a Jenny Graham que llevara un arma de fuego en Yukón durante la 'temporada de osos'. Se las arregló con "tres campanas, un silbato, luces de flash en la parte delantera y trasera de su bicicleta y spray para osos" en lugar de un arma de fuego.

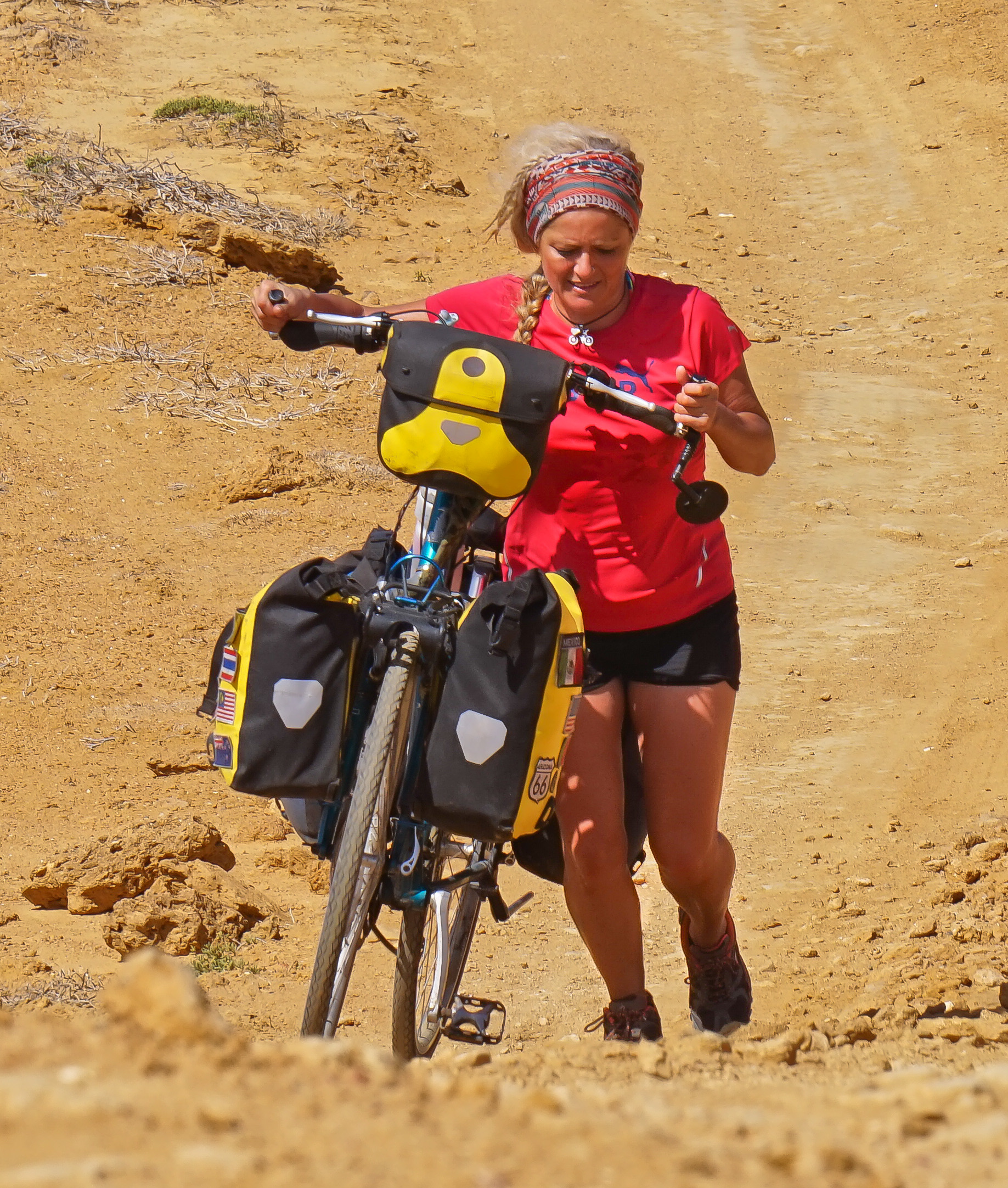
Cristina Spínola en Punta Gallinas, Colombia en 2015

|                    | Año de nacimiento | Nacionalidad          |
| ------------------ | ----------------- | --------------------- |
| Annie London Derry | 1870              | Judío-Letón-Americano |
| Dervla Murphy      | 1931              | irlandesa             |
| Anne Mustoe        | 1933              | Inglés                |
| Josie Dew          | 1966              | Inglés                |
| Cristina Spínola   | 1976              | Español               |
| Juliana Bühring    | 1981              | británico-alemán      |
| Jenny Graham       |                   | escocés               |
| Vedangi Kulkarni   | 1998              | indio                 |

## Brecha de género
Según Jennifer Bonham y Kat Jungnicke, gran parte de la literatura sobre género y ciclismo estudia las razones detrás de la adopción desigual de la práctica del ciclismo entre las diversas poblaciones. Jennifer Bonham y Kat Jungnicke dicen que, aunque las mujeres pueden ser menores en número respecto al total de ciclistas de países con poca tradición en este deporte como Australia, Brasil, Canadá, Chile, el Reino Unido y los EE. UU., igualan a los hombres en países con mayor implantación de esta práctica como los Países Bajos y Dinamarca; por lo tanto, no es correcto suponer que las mujeres tienen una aversión natural a montar en bicicleta.

## Carreras de bicicletas en el Pakistán delsigloXXI
Por influencia de la cultura patriarcal, en Pakistán existen diversos niveles de reclusión aplicables al grado de participación de las mujeres en la vida pública. 
Los tabúes existentes pueden exigir que las mujeres se sienten de una manera particular, que incluso no monten en bicicleta y que limiten el contacto en público. Desde la primera Marcha Aurat (una marcha del Día Internacional de la Mujer ) en 2018, comenzaron manifestaciones ciclistas de mujeres en Karachi . En el Día Internacional de la Mujer de 2021, alrededor de 150 mujeres de diversos orígenes participaron en un recorrido en bicicleta.

## Publicaciones
Durante la década de 1890, numerosas mujeres y algunos hombres escribieron manuales para ayudar a las mujeres a aprender a montar en bicicleta . En estos libros, daban consejos y reflexionaban sobre el impacto de la bicicleta en sus vidas. Frances Elizabeth Willard, presidenta nacional de la Unión Cristiana de Mujeres por la Templanza (WCTU, por sus siglas en inglés) escribió un libro llamado Una rueda dentro de una rueda, en el que analiza la alegría y los beneficios para la salud que experimentó al aprender a montar en bicicleta y cómo usó el ciclismo como actividad social absorbente que evita que hombres y mujeres beban. Otros manuales destinados al aprendizaje de la bicicleta por parte de las mujeres fueron Ciclismo para damas de Maria E. Ward, publicado en 1896, y Damas en bicicleta, publicado por F.J. Erskine en 1897.
La sufragista y abolicionista estadounidense Elizabeth Cady Stanton escribió que la bicicleta fue una herramienta que motivó a las mujeres para fortalecerse y asumir roles más importantes en la sociedad. Por otro lado, Susan B. Anthony declaró en 1896: "Déjame decirte lo que pienso sobre montar en bicicleta. Creo que ha hecho más para emancipar a las mujeres que cualquier otra cosa en el mundo. Me pongo de pie y me regocijo cada vez que veo a una mujer montando en una bicicleta".
Por su parte, la viajera y escritora irlandesa Beatrice Grimshaw, que vivió una vida de viajes y aventuras, describe su infancia como una niñez marcada por el decoro victoriano en la que ella era: "la hija rebelde, como las llamaban entonces. Compré una bicicleta, con dificultad. La monté sin acompañante, milla a milla más allá de los límites posibles para los caballos que trotaban sobriamente. El mundo se abrió ante mí. Y tan pronto como amaneció el día de mi vigésimo primer cumpleaños, me fui de casa, para ver qué podía ofrecer el mundo a las hijas que se rebelaron.” 
Como parte de las vivencias de todas estas mujeres, es habitual que expresen una experiencia similar acerca del mundo que se les abre con la práctica del ciclismo. En sentido literal, podían abandonar la esfera privada en pos de la pública y, al hacerlo, escapar de la cultura de la domesticidad en el que las normas sociales las mantenían aprisionadas. Al mismo tiempo, ven la posibilidad de nuevas oportunidades en las que las mujeres pueden desempeñar un papel activo dentro de su comunidad. A través de estas lecturas, las mujeres comienzan a ver su potencial como miembros activos e independientes de la sociedad.

## Situación jurídica contemporánea
En Arabia Saudita, las mujeres tienen prohibido montar en bicicleta con fines de movilidad. El ciclismo solo se puede practicar como ocio y está sujeto a varias restricciones religiosas.
En Irán, montar en bicicleta en espacios públicos está prohibido desde 2016 en virtud de una fatwa, a pesar de la resistencia generalizada entre las mujeres iraníes a esta prohibición. Los defensores de las mujeres ciclistas han llegado a ser atacados por vigilantes.